# Aphileus
Aphileus is een geslacht van kevers uit de familie  
kniptorren (Elateridae).
Het geslacht is voor het eerst wetenschappelijk beschreven in 1857 door Candèze.

## Soorten
Het geslacht omvat de volgende soorten:
- Aphileus distinctus Neboiss, 1959
- Aphileus ferox Blackburn, 1895
- Aphileus goombarus Neboiss, 1959
- Aphileus lucanoides Candèze, 1857
- Aphileus mulkanus Neboiss, 1959